# Когаликоль (Амангельдинський район)
Когалико́ль (каз. Қоғалыкөл) — село у складі Амангельдинського району Костанайської області Казахстану. Входить до складу Амангельдинського сільського округу.
У радянські часи село називалось Мухамеджан.
Населення — 70 осіб (2021; 117 у 2009, 116 у 1999, 156 у 1989).